# I ragazzi del Mundial
I ragazzi del mundial (サッカーフィーバー?, Soccer Fever) è una serie televisiva a cartoni animati italo-giapponese a tema sportivo co-prodotta da RAI, Rever e Tokyo Movie Shinsha, creato da Vittorio Schiraldi, Marco Pagot e Gi Pagot, diretto da Marco Pagot e Hitoshi Oda.
L'anime è stato prodotto in occasione del mondiale di calcio del 1994 e ripercorre la storia di tale evento dal 1930 al 1990, per un totale di 52 episodi. La trasmissione italiana è stata effettuata su Rai 1 a partire da giugno 1994 con replica su Rai Gulp a partire dal 19 luglio 2010 in occasione dei mondiali del Sudafrica. Alcuni episodi sono disponibili su Rai Play.

## Trama
Siamo alla vigilia dei campionati mondiali di calcio del 1994, che si svolgeranno negli Stati Uniti. Per le strade di New York c'è tanta gente alla parata inaugurale, ma il giornalista Jim Ackerman sa che purtroppo questo gioco non è ancora entrato nel cuore degli americani e che dopo i Mondiali l'interesse della gente è destinato a calare. Si ricorda però di Brian Thompson, un suo vecchio amico inglese ex giornalista, l'unico che abbia assistito a tutti i campionati mondiali, fin dal primo del 1930, e decide di parlare con lui.
Il vecchio Thompson, ormai in pensione, si diverte ad allenare i nipoti e i loro amici durante le partitelle di calcio. Alla proposta del suo amico Jim di scrivere una serie di articoli sui mondiali, per risvegliare l'interesse degli americani sul gioco del calcio, inizialmente pone un netto rifiuto: ormai era troppo vecchio e i suoi ricordi erano svaniti. Ma la nipotina Alice e i suoi amici riordinano il suo vecchio archivio e gli procurano un computer, così da permettere a Brian Thompson di rinfrescare i suoi ricordi e di iniziare a scrivere una lunga serie di articoli che ripercorreranno la storia dell'evento di oltre sessant'anni.

## Sigla iniziale e finale
Ciao ciao America è interpretata da Douglas Meakin (voce) e I ragazzi del mundial (coro). La sigla è stata adottata anche nell'edizione italiana dell'anime.

## Doppiaggio
Il doppiaggio italiano è stato effettuato a cura della Cooperativa ADC di Milano, sotto la direzione di Silvana Fantini. L'adattamento dei testi è di Luca Sandri e Umberto Tabarelli, i dialoghi italiani sono di Carlo Cecchella e Simona Mangione.
| Personaggi               | Voce giapponese                  | Voce italiana    |
| ------------------------ | -------------------------------- | ---------------- |
| Brian Thompson (giovane) | Masaki Aizawa                    | Giorgio Bonino   |
| Brian Thompson (anziano) | Masaaki Tsukada                  | Carlo Bonomi     |
| Jim Ackerman             | Takehiro Koyama / Keiji Fujiwara | Silvano Piccardi |
| Nicky                    |                                  | Elda Olivieri    |
| Timmy                    | Ayako Taneda                     | Luca Sandri      |
| Floppy                   | Rie Iwatsubo                     | Giorgio Bonino   |
| Alice                    | Yūko Kobayashi                   |                  |
| Mamma                    |                                  | Elda Olivieri    |
| Papà                     |                                  | Gianni Quillico  |
| Sig.ra Pettygrou         |                                  | Silvana Fantini  |
| Eva                      |                                  | Elda Olivieri    |
| Mario                    |                                  | Gianni Quillico  |
| Arnold                   | Shinpachi Tsuji                  | Fabio Mazzari    |
| Jean                     |                                  | Marco Balbi      |
| Fritz                    |                                  | Marcello Cortese |
| Strillone                |                                  | Luca Sandri      |
| Cameriere                |                                  | Gianni Quillico  |
| Zamora                   |                                  | Marco Balbi      |
| Massaggiatore            |                                  | Fabio Mazzari    |

## Episodi
L'episodio 51 in Giappone non è mai stato trasmesso.
| Nº | Titolo italiano Giapponese 「Kanji」 - Rōmaji                                                                         | In onda           | In onda |
| Nº | Titolo italiano Giapponese 「Kanji」 - Rōmaji                                                                         | Giapponese        |         |
| 1  | L'avventura del Mundial 「1930年 ワールドカップへの旅」 - 1930 nen warudo kappu heno tabi                             | 4 aprile 1994     |         |
| 2  | 1930 Montevideo 「1930年 第一回ウルグアイ大会」 - 1930 nen daiikkai Uruguai taikai                                    | 11 aprile 1994    |         |
| 3  | La coppa di monsieur Rimet 「1930年 栄光のリメカップ」 - 1930 nen eikō no Rime kappu                                  | 18 aprile 1994    |         |
| 4  | Un portiere per il Mundial 「1934年 鉄壁のゴールキーパー」 - 1934 nen teppeki no gorukipa                             | 25 aprile 1994    |         |
| 5  | 1934 Roma 「1934年 イタリア大会」 - 1934 nen Itaria taikai                                                            | 2 maggio 1994     |         |
| 6  | Una partita da rifare 「1934年 因縁の再試合」 - 1934 nen innen no saishiai                                            | 9 maggio 1994     |         |
| 7  | La coppa all'Italia 「1934年 イタリアの光と影」 - 1934 nen Itaria no hikato kage                                      | 16 maggio 1994    |         |
| 8  | Gli inglesi accettano la sfida 「1934年 チャンピオンの挑戦」 - 1934 nen chanpion no chōsen                            | 30 maggio 1994    |         |
| 9  | L'antilope nera 「1936年 黒いアンテロープ」 - 1936 nen kuroi anteropu                                                 | 6 giugno 1994     |         |
| 10 | 1938 Parigi 「1938年 フランス大会」 - 1938 nen Furansu taikai                                                         | 13 giugno 1994    |         |
| 11 | Il Mundial va a Marsiglia 「1938年 マルセイユの激闘」 - 1938 nen Maruseiyu no gekitō                                  | 20 giugno 1994    |         |
| 12 | Gran finale al Moulin Rouge 「1938年 友情は国境を越えて」 - 1938 nen yūjō ha kokkyō wo koe te                         | 27 giugno 1994    |         |
| 13 | Inchiesta su Leonidas 「1938年 汚名を着せられたチャンピオン」 - 1938 nen omei wo kise rareta chanpion                 | 4 luglio 1994     |         |
| 14 | Gli ultimi giorni di pace 「1939年 最後の平和な日々」 - 1939 nen saigo no heiwa na hibi                               | 11 luglio 1994    |         |
| 15 | I ragazzi vanno alla guerra 「1940年 戦士の休息」 - 1940 nen senshi no kyūsoku                                        | 18 luglio 1994    |         |
| 16 | Il segreto di Brian 「1942年 ブライアンの秘密」 - 1942 nen Buraian no himitsu                                         | 25 luglio 1994    |         |
| 17 | Sfida a Belo Horizonte 「1950年 ベロ・ホリゾンテの挑戦」 - 1950 nen Bero Horizonte no chōsen                          | 1º agosto 1994    |         |
| 18 | Ademir la stella di Rio 「1950年 ダイナマイトと呼ばれた男」 - 1950 nen dainamaito to yoba reta otoko                  | 8 agosto 1994     |         |
| 19 | Maracanà Maracanà 「1950年 マラカナスタジアムの大暴動」 - 1950 nen Marakana sutajiamu no daibōdō                      | 15 agosto 1994    |         |
| 20 | L'inutile ruggito di Wembley 「1953年 ウェンブリーのむなしき叫び」 - 1953 nen Uenburi nomu na shiki sakebi            | 22 agosto 1994    |         |
| 21 | Fermate l'Ungheria 「1954年 ストップ!ハンガリー」 - 1954 nen sutoppu! Hangari                                         | 29 agosto 1994    |         |
| 22 | Trionfo a sorpresa 「1954年 驚くべき勝利」 - 1954 nen odoroku beki shōri                                              | 5 settembre 1994  |         |
| 23 | La rivolta di Puskas 「1958年 剥奪された資格」 - 1958 nen hakudatsu sareta shikaku                                    | 12 settembre 1994 |         |
| 24 | Dalla Russia col pallone 「1958年 ロシアからのサッカーボール」 - 1958 nen Roshia karano sakkaboru                     | 19 settembre 1994 |         |
| 25 | Fontaine: l'uomo goal 「1958年 勝利の為に!」 - 1958 nen shōri no tameni!                                              | 26 settembre 1994 |         |
| 26 | È nata una stella 「1958年 スター誕生」 - 1958 nen suta tanjō                                                         | 3 ottobre 1994    |         |
| 27 | Una stella tante stelle 「1958年 黄金時代の幕開け」 - 1958 nen ōgonjidai no makuake                                   | 10 ottobre 1994   |         |
| 28 | Il passero zoppo 「1958年 不運なチャンピオン」 - 1958 nen fūn na chanpion                                             | 17 ottobre 1994   |         |
| 29 | Novantesimo minuto 「1962年 最後の瞬間」 - 1962 nen saigo no shunkan                                                  | 24 ottobre 1994   |         |
| 30 | Una fortunata sostituzione 「1962年 幸運な補欠選手」 - 1962 nen kōun na hoketsu senshu                                | 31 ottobre 1994   |         |
| 31 | Il virus del calcio 「1962年 魔法のサッカーウィルス」 - 1962 nen mahō no sakkauirusu                                  | 7 novembre 1994   |         |
| 32 | Il Brasile raddoppia 「1962年 ブラジルの危機」 - 1962 nen Burajiru no kiki                                            | 14 novembre 1994  |         |
| 33 | La vita di Bobby Charlton 「1966年 バイオリンの音に乗せて」 - 1966 nen Baiorin no oto ni nose te                      | 21 novembre 1994  |         |
| 34 | Corea: l'imprevisto 「1966年 予期しなかったチーム」 - 1966 nen yoki shinakatta chimu                                  | 28 novembre 1994  |         |
| 35 | Pelè o Rei 「1966年 王様に見出された選手」 - 1966 nen ōsama ni midasa reta senshu                                     | 5 dicembre 1994   |         |
| 36 | La pantera del goal 「1966年 ゴール・パンサー」 - 1966 nen goru pansa                                                 | 12 dicembre 1994  |         |
| 37 | Il giallo di Wembley 「1966年 ウェンブリーの謎」 - 1966 nen Uenburi no nazo                                           | 19 dicembre 1994  |         |
| 38 | Messico magico 「1970年 メキシコの魔術」 - 1970 nen Mekishiko no majutsu                                              | 26 dicembre 1994  |         |
| 39 | Una partita leggendaria 「1970年 伝説の試合」 - 1970 nen densetsu no shiai                                            | 2 gennaio 1995    |         |
| 40 | Il Brasile conquista la coppa Rimet 「1970年 阻止された誘拐計画」 - 1970 nen soshi sareta yūkai keikaku               | 9 gennaio 1995    |         |
| 41 | Kaiser Franz 「1974年 夢見る手紙」 - 1974 nen yumemi ru tegami                                                        | 16 gennaio 1995   |         |
| 42 | Una partita per due Germanie 「1974年 東西ドイツ相対す」 - 1974 nen tōzai doitsu sōtai su                             | 23 gennaio 1995   |         |
| 43 | Germania: finalmente campioni 「1974年 皇帝の勝利」 - 1974 nen kōtei no shōri                                         | 30 gennaio 1995   |         |
| 44 | 1978: Argentina 「1978年 アルゼンチン大会」 - 1978 nen Aruzenchin taikai                                              | 6 febbraio 1995   |         |
| 45 | Il sogno argentino 「1978年 アルゼンチンの夢」 - 1978 nen aruzenchin no yume                                          | 13 febbraio 1995  |         |
| 46 | Per un pugno di autografi 「1982年 貴重なるサイン」 - 1982 nen kichō naru sain                                        | 20 febbraio 1995  |         |
| 47 | Una notte mondiale 「1982年 チャンピオンたちの夜」 - 1982 nen chanpion tachino yoru                                   | 27 febbraio 1995  |         |
| 48 | Due campioni per un mondiale 「1986年 両雄対決」 - 1986 nen ryōyū taiketsu                                            | 6 marzo 1995      |         |
| 49 | L'Argentina di Maradona 「1986年 黄金の足を持つ少年」 - 1986 nen ōgon no ashi wo motsu shōnen                         | 13 marzo 1995     |         |
| 50 | Tragedia a Napoli 「1990年 ナポリの悲劇」 - 1990 nen napori no higeki                                                 | 20 marzo 1995     |         |
| 51 | L'incontro di ritorno 「1990年 リターン・マッチ」 - 1990 nen ritan macchi                                             | non trasmesso     |         |
| 52 | La vigilia dell'incontro con l'America 「1994年 第15回アメリカ大会前夜」 - 1994 nen dai 15 kai Amerika taikaimae yoru | 27 marzo 1995     |         |